# Tingsted Sogn
Tingsted Sogn 
ist eine Kirchspielsgemeinde (dän.: Sogn)
auf der Insel Falster im südlichen Dänemark.
Bis 1970 gehörte sie zur Harde Falsters Sønder Herred im damaligen Maribo Amt, danach zur Nykøbing Falster Kommune im Storstrøms Amt, die im Zuge der  Kommunalreform zum 1. Januar 2007 in der Guldborgsund Kommune in der Region Sjælland aufgegangen ist.
Im Kirchspiel leben 3042 Einwohner, davon 214 im Kirchdorf Tingsted und  1.792 in Nordbyen (Stand: 1. Januar 2023).
Im Kirchspiel liegt die Kirche „Tingsted Kirke“.
Nachbargemeinden sind im Norden Ønslev Sogn und Eskilstrup Sogn, im Osten Falkerslev Sogn und im Süden Nørre Ørslev Sogn, Systofte Sogn und Nykøbing Falster Sogn.